# Карасс, Иван Александрович
Иван Александрович Карасс (1838—1910) — генерал от инфантерии, участник русско-турецкой войны 1877-1878 гг., командующий войсками Казанского военного округа.

## Биография
Родился 28 февраля 1838 года и происходил из дворян Московской губернии. По окончании Первого Московского кадетского корпуса 11 июня 1855 года выпущен прапорщиком в лейб-гвардии Литовский полк. В 1855 году состоял в отрядах, назначенных для прикрытия побережья Балтийского моря от возможной высадки англо-французского десанта. Продолжая службу в лейб-гвардии Литовском полку, Карасс был произведён в подпоручики (30 августа 1860), поручики (30 августа 1862), штабс-капитаны (19 апреля 1864), капитаны (30 августа 1867) и полковники (28 марта 1871), командовал ротой, затем батальоном; участвовал в подавлении Польского восстания 1863—1864 годов.
24 сентября 1877 года Карасс был назначен командиром 8-го пехотного Эстляндского полка, во главе которого участвовал в русско-турецкой войне 1877-1878 годов. За отличие при взятии Плевны он был награждён золотым оружием с надписью «За храбрость», а полку за эту кампанию было пожаловано Георгиевское знамя.
9 марта 1885 года Карасс получил чин генерал-майора и был назначен состоять для особых поручений при командующем войсками Казанского военного округа, с оставлением в списках 8-го пехотного Эстляндского полка. Вскоре, 16 сентября того же года, он был назначен командиром 2-й бригады 20-й пехотной дивизии и начальником Грозненского военного госпиталя, а 12 марта 1886 года перемещён на ту же должность в 1-ю бригаду этой дивизии, одновременно став начальником Владикавказского военного госпиталя. С 12 февраля 1893 года по 14 августа 1895 года являлся начальником 2-й Кавказской пехотной резервной бригады.
14 августа 1895 года Карасс был назначен командующим 12-й пехотной дивизией, а 6 декабря того же года произведён в генерал-лейтенанты с утверждением в должности. 11 августа 1900 стал командиром 7-го армейского корпуса, но уже через месяц, 9 сентября, был перемещён на пост командира 12-го армейского корпуса, которым командовал до 8 ноября 1904 года, когда получил назначение помощником командующего войсками Киевского военного округа.
В октябре 1905 года на время отпуска командующего войсками Киевского военного округа генерала В.А. Сухомлинова Карасс временно исполнял обязанности командующего округом. После начала 18 октября 1905 года еврейского погрома в Киеве из-за неопределённости отношений военных и гражданских властей и бездействия генерал-губернатора Н.В. Клейгельса телеграфировал в Санкт-Петербург, прося указаний; в результате 19 октября Клейгельс был уволен от должности, а генерал-губернатором назначен Сухомлинов. Принятыми затем Карассом решительными мерами погром 20 октября был остановлен.
6 декабря 1905 года Карасс был произведён в генералы от инфантерии и на следующий день назначен командующим войсками Казанского военного округа. После введения 19 августа 1906 года закона о военно-полевых судах принципиально отказывался от утверждения смертных приговоров, что повлекло его конфликт с председателем Совета Министров П.А. Столыпиным. Последний 28 июля 1907 года направил секретное письмо военному министру А.Ф. Редигеру, указывая, что по большинству дел, переданных гражданскими властями в Казанский военно-окружной суд, вынесен оправдательный приговор:

"...только 21 обвиняемому названный военно-окружной суд вынес смертный приговор, причём смертная казнь во всех случаях заменена, по ходатайству того же суда, командующим войсками Казанского военного округа, по предварительном сношении со мной, каторжными работами... обращения ко мне генерал от инфантерии Карасса за заключением по вопросу о желательности удовлетворения возбуждаемых названным военным судом ходатайств о смягчении вынесенных им смертных приговоров, ставят меня, за неимением в моём распоряжении подлинных дел, в необходимость, в ущерб интересам поддержания общественного порядка и спокойствия соглашаться на смягчение участи осуждённых"

В связи с этим Столыпин просил Редигера "оказать содействие к необходимому, вызываемому соображения переживаемого тревожного времени, усилению репрессии в отношении обвиняемых, предаваемых военному суду, как со стороны казанского военно-окружного суда, так и командующего войсками Казанского военного округа.".
В результате Карассу "было предложено назначение членом Военного совета; он колебался принять это назначение и, в конце концов, предпочёл выйти в отставку" 24 сентября 1907 года Карасс был уволен от службы по прошению, с мундиром и пенсией, и в 1910 году скончался.

## Награды
Карасс имел знак отличия за XL лет беспорочной службы (1899 год) и ордена:
- Орден Святой Анны 3-й степени (1867 год)
- Орден Святого Станислава 2-й степени (1870 год; императорская корона к ордену пожалована в 1872 году)
- Орден Святой Анны 2-й степени (1874 год)
- Орден Святого Владимира 4-й степени (1880 год)
- Орден Святого Владимира 3-й степени (1881 год)
- Орден Святого Станислава 1-й степени (1888 год)
- Орден Святой Анны 1-й степени (30 августа 1892 года)
- Орден Святого Владимира 2-й степени (6 декабря 1898 года)
- Орден Белого Орла (6 декабря 1903 года)
- Орден Святого Александра Невского (11 июня 1905 года)